# Samuel Willenberg
Samuel Willenberg, cu numele de război Igo, (n. 16 februarie 1923, Częstochowa, Polonia – d. 19 februarie 2016, Tel Aviv, Israel) a fost un luptător voluntar în Armata Poloneză, în timpul invadării Poloniei din 1939. În anii 1942-1943, a fost deținut ca evreu în lagărul de exterminare Treblinka și a participat la revolta și la evadarea în masă a deținuților de acolo. După evadare a fost membru al mișcării de rezistență și a luptat în timpul Revoltei din Varșovia, apoi ca partizan. După război a fost ofițer în armată, dar în 1950 a emigrat în Israel. Aici s-a format și a lucrat ca inginer topograf, iar după pensionare s-a ocupat de sculptură. A activat mult pentru răspândirea cunoștințelor despre Holocaust. A fost ultimul supraviețuitor al lagărului Treblinka.

## Biografia

### Înainte de deportare
Perec Willenberg, tatăl lui Samuel, era profesor într-un liceu evreiesc din Częstochowa și pictor. Printre altele, decora sinagogi. Mama lui Samuel, Maniefa, născută Popow, era rusoaică ortodoxă, dar s-a convertit la iudaism când s-a căsătorit. Familia mai avea și două fiice, Ita și Tamara.
La 1 septembrie 1939, când Germania Nazistă a atacat Polonia, Samuel avea 16 ani și își petrecea vacanța la Radość⁠(d), în apropiere de Varșovia, împreună cu mama și surorile sale. La 6 septembrie a pornit spre est, în direcția Lublinului. Pe drum s-a alăturat voluntar armatei poloneze și a participat la lupte. A fost grav rănit la 25 septembrie în apropiere de Chełm, într-o ciocnire cu o unitate a Armatei Roșii. A stat trei luni într-un spital de campanie, de unde s-a întors la Radość. La începutul anului 1940, familia s-a reunit la Opatów. Samuel își ajuta familia vânzând țăranilor picturi ale tatălui său, apoi lucrând timp de câteva luni într-o oțelărie din Starachowice.
În 1942, familia a obținut acte de „arieni” și s-a dus la Częstochowa, dar surorile lui Samuel au fost denunțate de un vecin ca evreice și duse de germani într-un loc necunoscut de familie. Mama lui a pornit în căutarea fiicelor, iar Samuel s-a întors la Opatów, unde a ajuns în ghetoul desemnat de germani pentru evrei. La 20 octombrie 1942, a fost deportat împreună cu 6.500 de locuitori ai ghetoului în lagărul de exterminare Treblinka.

### La Treblinka
Când trenul de marfă cu deportați a ajuns în lagăr, Willenberg era îmbrăcat cu salopeta pătată a tatălui său. A avut norocul ca un deținut care lucra pe rampa liniei ferate unde erau trase vagoanele, să-i spună ca atunci când SS-iștii vor cere deportaților să se prezinte cei care sunt meseriași, el să spună că este zidar. Astfel a devenit deținut lucrător, intrând în categoria celor lăsați provizoriu în viață pentru muncile necesare în lagăr. Toți cei de care SS-iștii nu aveau nevoie erau exterminați în camere de gazare⁠(d) imediat după sosire.
Willenberg a fost inclus în echipa folosită la sortarea lucrurilor luate înainte de exterminare de la deportații nou aduși. Într-o zi a găsit printre hainele pe care le sorta, pe cele ale surorilor sale. Ulterior a lucrat în echipa celor care erau duși în pădurea din apropiere să taie crengi de pin și să camufleze cu ele gardurile de sârmă ghimpată din lagăr, înlocuindu-le mereu pe cele care se uscau.
Deținuții lucrători trăiau sub teroare. Erau pedepsiți cu cele mai diverse motive și pretexte. Și Willenberg a primit o dată 25 de lovituri de curea, după care rănile de pe spate i s-au infectat. Din fericire, el s-a vindecat, spre deosebire de alții care erau împușcați dacă nu mai erau capabili să muncească după pedeapsă, ca și cei care erau prea slăbiți sau prea bolnavi. Ca toți ceilalți deținuți lucrători, Willenberg știa că și ei sunt destinați exterminării. Nu știau doar până când vor fi lăsați în viață.
Prin februarie-martie 1943, evenimente care semnalau viitoarea, poate apropiata înfrângere a Germaniei, i-au făcut pe deținuți să creadă că, din această cauză, sfârșitul lor este aproape. Pentru a încerca să scape de exterminare, câțiva deținuți din elita acestora (un medic al infirmeriei SS-iștilor, șefi de grupe din echipe de lucru, un kapo⁠(d) etc.) au format un comitet care a ajuns la concluzia că măcar o parte din deținuți au șanse de a scăpa numai dacă organizează o revoltă și evadează toți deținuții. Comitetul a implicat în conspirație circa 60 de deținuți pe care i-a găsit demni de încredere, printre care și pe Willenberg, unul dintre puținii care aveau o oarecare experiență militară. Printre altele a participat la procurarea de bani. O dată a transmis către organizație o sumă însușită cu riscul vieții de Goldjuden (evreii cu aurul), echipa celor care erau folosiți la sortarea banilor și obiectelor de valoare luate de la deportați. Acești bani erau destinați cumpărării de arme din exteriorul lagărului, ceea ce, de altfel, a reușit numai în foarte mică măsură.
Deținuții s-au revoltat la 2 august 1943. Conform planului elaborat de conspiratori, imediat înainte de revoltă, răsculații au reușit să scoată arme, muniții și grenade din magazia de arme a lagărului, dar au fost întrerupți în acțiunea lor și nu au putut scoate destule. Apoi, din cauza unui eveniment neprevăzut, planul nu a mai putut fi urmat și a izbucnit haosul. Totuși, răsculații au reușit să dea foc unei mari părți din lagăr, dar au putut să răspundă numai cu prea puține focuri tirului armelor mult mai numeroase ale gardienilor. După cum a afirmat în memoriile sale, Willenberg a luat arma din mâna unui camarad care ezita să tragă, și a tras el într-un gardian care trăgea cu mitraliera dintr-un turn de pază, ucigându-l sau rănindu-l. După ce a fugit din lagăr, a constatat că era rănit la un picior.
Mulți deținuți au fost uciși în timpul revoltei sau al încercării de a ieși din lagăr, dar au evadat circa 350-400. În urma vânătorii organizate de germani pentru a-i lichida, au reușit să scape și să supraviețuiască războiului numai 77.

### După evadare
Willenberg a scăpat cu ajutorul unor polonezi și datorită unei sume de bani pe care și-i însușise cu riscul vieții, găsindu-i ascunși prin coasere în hainele luate de la deportați, pe care le sorta. A reușit să ajungă la tatăl lui, care se ascundea la Varșovia cu acte false. S-a implicat în mișcarea de rezistență, printre altele contribuind la procurarea de arme. Avea acte false pe numele Ignacy Popow, de unde numele lui de război Igo. De la izbucnirea Revoltei din Varșovia la 1 august 1944, a participat la aceasta. După înfrângerea revoltei, s-a refugiat în provincie și a intrat într-un detașament de partizani.

### După război
După încetarea luptelor, Willenberg s-a ocupat de căutarea copiilor evrei care fuseseră încredințați unor polonezi în timpul războiului și a organizat cursuri de autoapărare pentru tineri evrei. Apoi a urmat o școală de ofițeri, după care a fost comandantul unui aerodrom din Tomaszów Mazowiecki (în apropiere de Łódź). A ajuns la gradul de locotenent, rămânând în armată până în 1946. În 1948, s-a căsătorit cu Ada Willenberg⁠(d), născută Lubelczyk, fostă evadată din ghetoul Varșoviei și dusă cu acte false de ariană la muncă în Germania. În 1950, soții și mama lui Willenberg au emigrat în Israel.
În Israel, Willenberg a făcut studii de inginerie topografică și a lucrat în acest domeniu timp de 40 de ani, devenind topograf șef în Ministerul Construcției și Locuințelor. În 1960, i s-a născut fiica Orit, care a devenit arhitectă.

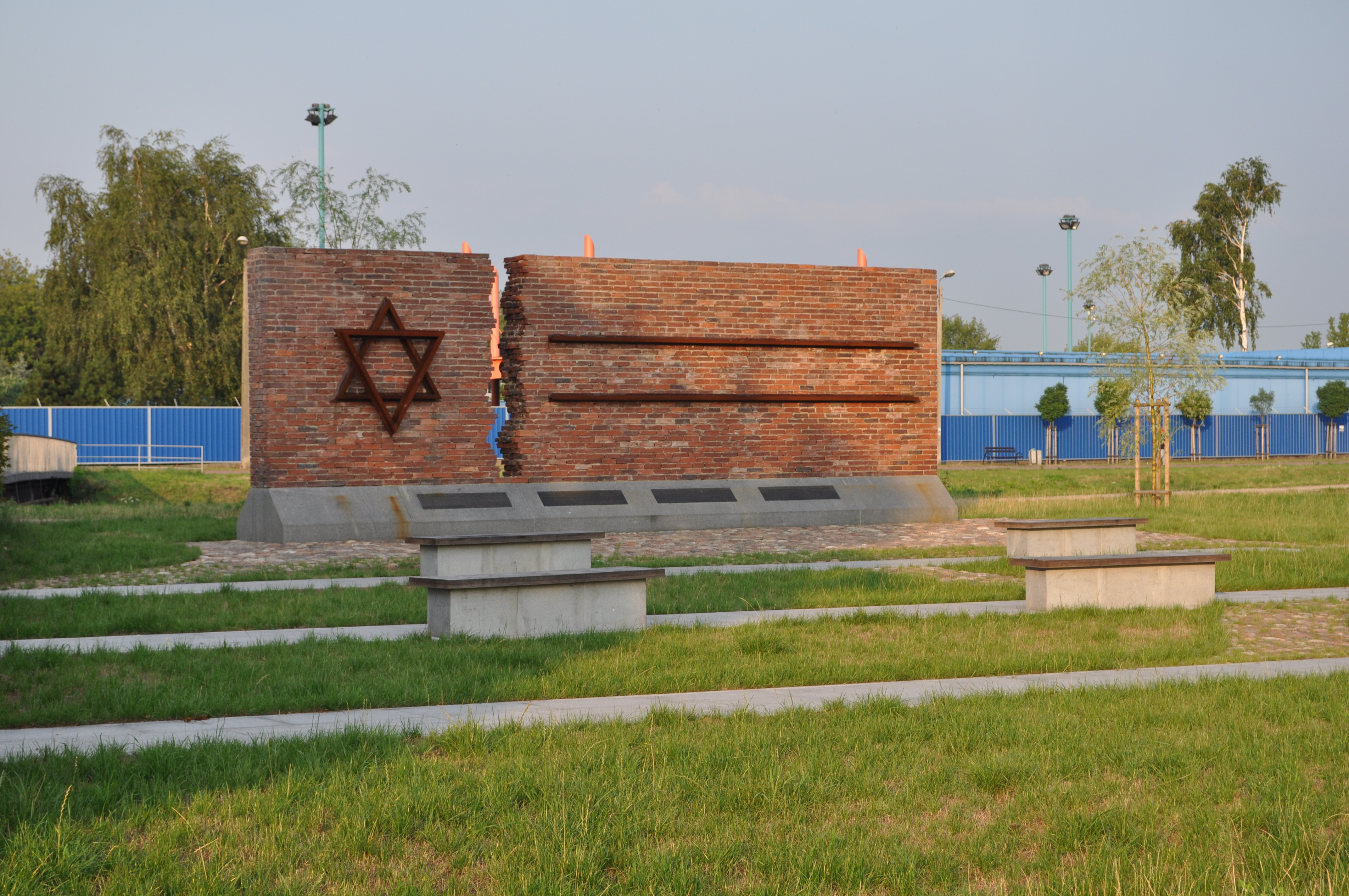
Monumentul din fostul ghetou din Częstochowa, după proiectul lui Samuel Willenberg.

După pensionare, în 1993, a urmat studii de artă la o universitate populară și a început să creeze mai ales mici sculpturi în bronz inspirate din trecutul său de deportat. Sculpturile sale au fost prezentate în expoziții la Hamburg și Berlin, apoi, în 2003, la Varșovia și la Częstochowa. În 2009 a fost autorul proiectului monumentului victimelor ghetoului din Częstochowa.
Willenberg a ținut mult să aducă mărturii despre experiența sa din vremea Holocaustului. Deja în 1945 a redactat o primă variantă a memoriilor sale, înregistrată oficial ca mărturie, care nu a fost publicată și se găsește sub formă de text dactilografiat la Institutul de Istorie Evreiască⁠(d) din Varșovia. Începând cu 1983, a participat la peste treizeci de vizite cu tineri din Israel la Muzeul Treblinka⁠(d), făcând prezentări inclusiv cu desene realizate de el.

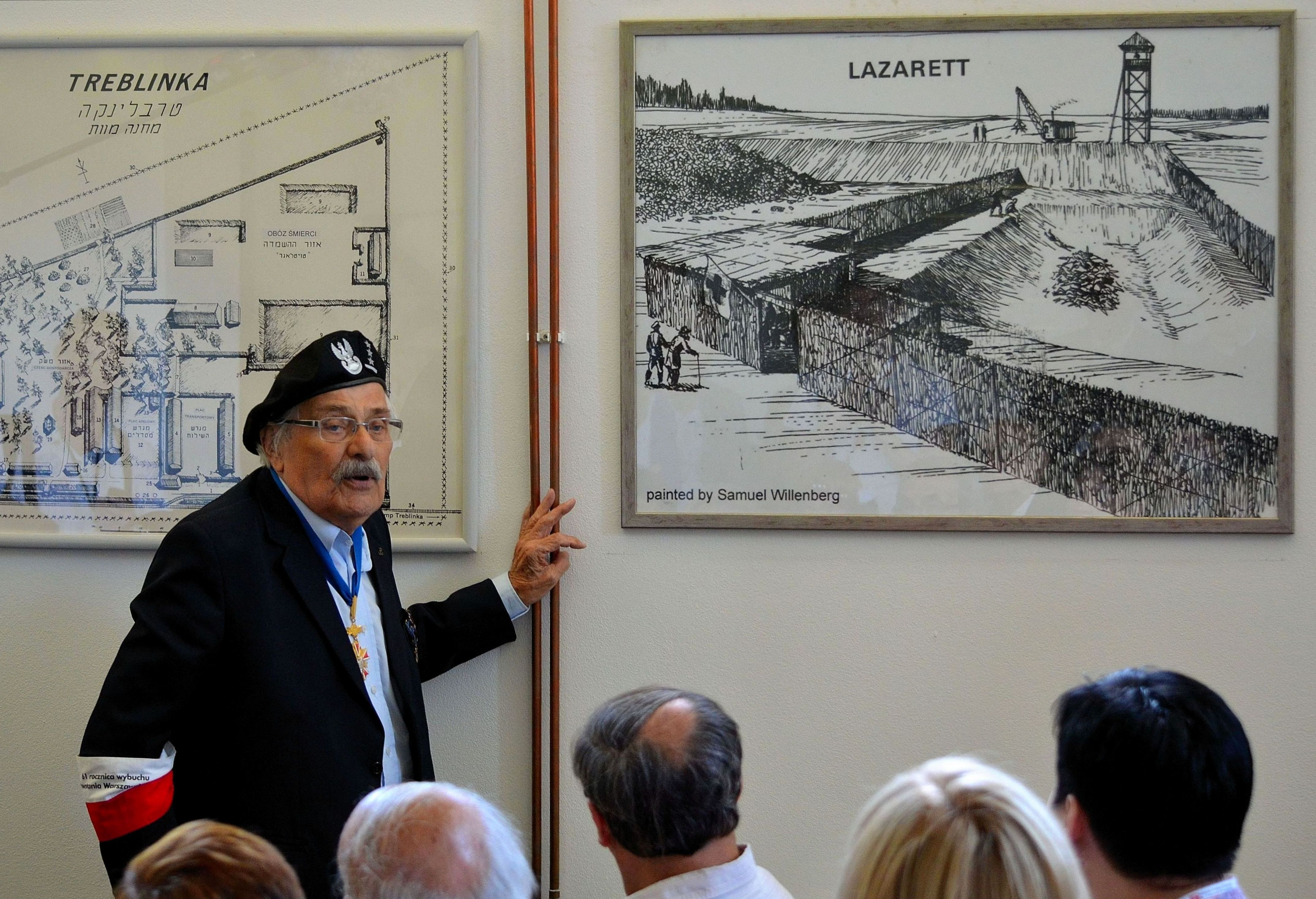
Samuel Willenberg în 2013, prezentând lagărul Treblinka cu ajutorul unor desene ale sale.

Memoriile sale au fost publicate prima oară în limba ebraică, în 1986, apoi în engleză (1989), poloneză (1991) și alte limbi.

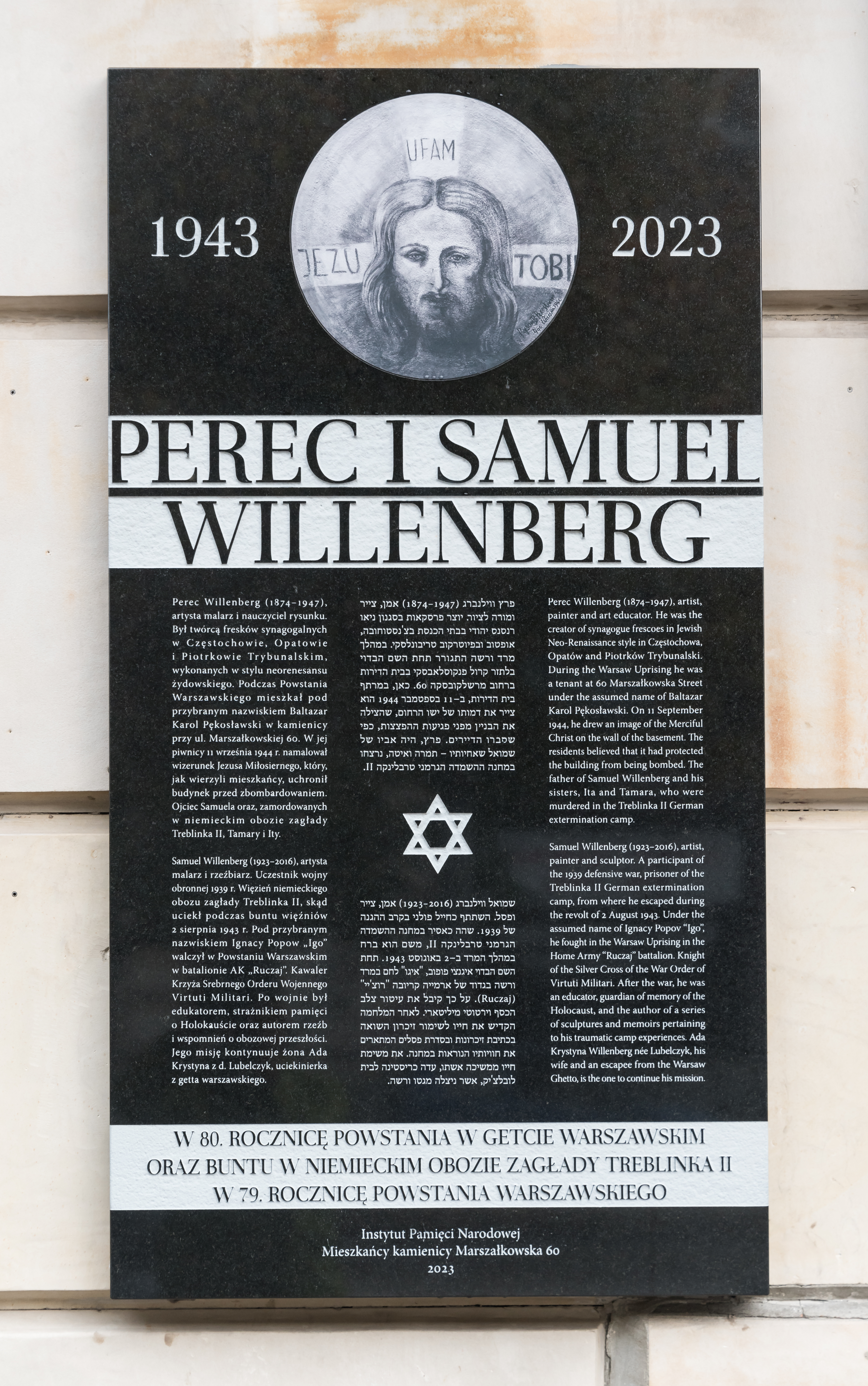
Placă comemorativă în onoarea lui Perec Willenberg și a fiului său Samuel, inaugurată în 2023 pe fațada clădirii din Varșovia unde a locuit tatăl.

În 1994, Willenberg a reprimit cetățenia poloneză pierdută în 1950 din cauza emigrării.
Au fost realizate opt filme documentare cu participarea lui Willenberg, printre care:
- 2002 – filmul polonez Ostatni świadek (Ultimul martor), în care apare și camaradul lui, Kalman Taigman⁠(d)[38];
- 2002 – filmul uruguayan A pesar de Treblinka (În ciuda Treblinkăi), cu Willenberg, Taigman și camaradul lor, Chil Rajchman[39];
- 2012 – filmul BBC difuzat cu titlul Death Camp Treblinka: Survivor Stories (Lagărul morții Treblinka. Mărturii ale unor supraviețuitori) în Regatul Unit, și Treblinka's Last Witness (Ultimul martor al Treblinkăi) în SUA, realizat pe locul fostului lagăr, la Varșovia și în Israel, aici împreună cu Taigman[40].

Willenberg a fost onorat cu mai multe decorații:
- Crucea de argint a ordinului Virtuti Militari;
- Ordinul Polonia Restituta în grad de comandor;
- Ordinul de Merit al Republicii Polone în grad de comandor;
- Crucea pentru Vitejie⁠(d) (de două ori);
- Crucea de Merit cu Săbii⁠(d), de aur;
- Crucea Revoltei din Varșovia⁠(d);
- Medalia Armatei Poloneze⁠(d), de aur.

Willenberg a decedat la Tel Aviv, în 2016, la vârsta de 93 de ani, fiind ultimul supraviețuitor al lagărului Treblinka.